# Pierre Prévost
Pierre Prévost (Ginebra, 3 de marzo de 1751-ibíd. 8 de abril de 1839) fue un físico y filósofo suizo.

## Biografía
Fue hijo de un clérigo protestante. Recibió formación clerical, la cual pronto abandonó para estudiar derecho, que dejó más tarde para dedicarse a la enseñanza y los viajes. Cosechó cierta reputación traduciendo y comentando las obras de Eurípides. Entabló amistad con Jean-Jacques Rousseau y, poco después, con Dugald Stewart. En 1780 Federico II el Grande le garantizó una plaza de profesor de filosofía, y le aceptó como miembro de la Academia de las Ciencias de Berlín. Allí conoció a Joseph-Louis Lagrange, quien le puso al corriente del conocimiento científico y le influenció para interesarse por las ciencias físicas.
Tras varios años trabajando en política económica y en los principios de las bellas artes (publicó una destacada disertación sobre poesía en el Berlin Memoirs) regresó a Ginebra, donde comenzó a investigar el magnetismo y el calor. En ocasiones su labor investigadora se veía interrumpida por las obligaciones políticas. Continuó ejerciendo sus labores como profesor de filosofía en Ginebra hasta que en 1810 le concedieron la cátedra de física.

## Obra
Publicó gran cantidad de escritos sobre filología, filosofía y política económica. No obstante, sus obras más destacadas fueron en el campo de la física, principalmente su enunciado sobre la ley de intercambios en radiación y la publicación de Traité de physique («Tratado de física») de Georges-Louis Le Sage, con adiciones propias. Entre sus publicaciones científicas se encuentran De l'Origine des forces magnétiques («Sobre el origen de las fuerzas magnéticas») (1788), Recherches physico-mécaniques sur la chaleur («Investigaciones físico-mecánicas del calor») (1792), o Essai sur le calorique rayonnant («Ensayo sobre la radiación del calor») (1809).
- 1788. Prévost, Pierre. De l’origine des forces magnétiques. Ginebra, ed. Barde, Menge et Cie.

- 1792. Prévost, Pierre. Recherches physico-mécaniques sur la chaleur. Ginebra, ed. Barde, Manget & Cie.

- 1805. Prévost, Pierre. Notice de la Vie et des Ecrits de George Louis Le Sage. Ginebra, ed. J.J. Paschoud.

- 1809. Prévost, Pierre. Essai sur le calorique rayonnant. Ginebra & Paris, ed. J.J. Paschoud.

- 1818. Prévost, Pierre. Deux Traités de Physique Mécanique. Ginebra, ed. J.J. Paschoud.

- 1823. Prévost, Pierre. Fragmens de lettres de divers savans contemporains de Newton, précédés d'une remarque sur quelques hypothèses de Newton lui-même. Bibliothèque universelle des sciences, belles-lettres et arts, faisant suite à la Bibliothèque Britannique, v. 23. Ginebra, ed. J.J. Paschoud.